# Ramsay's Best Restaurant
Ramsay's Best Restaurant è stato un programma televisivo britannico di genere reality show condotto dallo chef Gordon Ramsay, andato in onda in patria su Channel 4 nel 2010 e in Italia su Real Time e attualmente anche su Discovery Travel & Living. Durante lo show i 16 ristoranti migliori della Gran Bretagna, selezionati da Ramsay in seguito alle richieste degli spettatori di Channel 4, hanno gareggiato per vincere il titolo di miglior ristorante secondo il noto chef.
Il reality, della durata di otto puntate, ha visto vincitore Casamia, ristorante italiano a Bristol, seguito da Prashad, ristorante indiano a Bradford.
Il doppiaggio italiano del programma vede Diego Sabre dare la voce a chef Ramsay.

## Episodi
| Stagione       | Episodi | Prima TV originale | Prima TV Italia |
| -------------- | ------- | ------------------ | --------------- |
| Prima stagione | 8       | 2010               | 2012            |

## Tabella delle eliminazioni
| Tabella delle eliminazioni | Tabella delle eliminazioni | Tabella delle eliminazioni |
| Quarti di finale           | Semifinali                 | Finali                     |
| -------------------------- | -------------------------- | -------------------------- |
| Casamia                    | Casamia                    | Casamia                    |
| Yu and You                 | Casamia                    | Casamia                    |
| Nahm Jim                   | Fino                       | Casamia                    |
| Fino                       | Fino                       | Casamia                    |
| Azou                       | The Milestone              | Prashad                    |
| The Milestone              | The Milestone              | Prashad                    |
| Prashad                    | Prashad                    | Prashad                    |
| Winteringham Fields        | Prashad                    | Prashad                    |

     Ristorante vincitore.